# دولت کانادا
دولت کانادا رسماً دولت اعلی‌حضرت حکومت فدرال دموکراتیک کانادا توسط یک اقتدار مشترک است.
کانادا دارای حکومت پادشاهی مشروطه است. پادشاه چارلز سوم از بریتانیای کبیر، پادشاه کانادا و رئیس کشور به‌شمار می‌رود. حکومت کانادا دموکراسی پارلمانی با نظام فدرال است. قانون اساسی کانادا بر چارچوب‌های قانونی کشور حاکم است و شامل قوانین و قراردادهای نوشته و نانوشته است. قانون اساسی شامل قوانین آزادی و حقوق بشر نیز می‌شود که از حقوق پایه انسان و آزادی در این کشور پشتیبانی می‌کند و در کل بر این پایه است که حق هیچ‌کس در این کشور نمی‌تواند توسط هیچ شخص حقیقی و شخص حقوقی زیر پا گذاشته شود. اگر چه این قانون شامل یک بخش ۳۳ قسمتی در مورد این حقوق نیز هست که به پارلمان و مجلس ایالتی این دولت این اجاره را می‌دهد که برای یک دورهٔ ۵ ساله، به‌طور موقت برخی از بخش‌های دیگر این منشور را برای صلاح کشور کنار بگذارند.
مجلس کانادا از دو مجلس عوام و مجلس سنا تشکیل شده است. هر یک از اعضای مجلس عوام توسط بیشترین آرا در هر یک از استان‌ها و قلمروهای کانادا انتخاب می‌شوند. زمان انتخابات عمومی از سوی فرماندار کل کانادا و به پیشنهاد نخست‌وزیر کانادا اعلام می‌شود. این در حالی است که هیچ دوره ریاست پارلمانی کوتاهی وجود ندارد و انتخاب تازه پس از گذشت ۵ سال از انتخابات عمومی پیشین انجام می‌شود. اعضای مجلس سنا که هر کدام مسئول منطقه‌ای خاص خواهند شد توسط نخست‌وزیر انتخاب و به‌طور ر سمی توسط فرماندار منصوب می‌شوند و تا ۷۵ سالگی کار می‌کنند. ۴حزب اصلی کانادا، حزب محافظه‌کار کانادا (راست میانه)، حزب لیبرال کانادا (چپ میانه)، حزب دموکرات جدید (چپ)، و بلوک کبکوا (ملی‌گرای کبک) است.
جایگاه نخست‌وزیر کانادا به عنوان عضو ارشد دولت، متعلق به حزب ارشد سیاسی است که باید اعتماد اکثریت اعضاء را در مجلس عوام به‌دست‌آورد. نخست‌وزیر و اعضای کابینه وی به‌طور رسمی توسط فرماندار که نماینده پادشاه نیز هست، منصوب می‌شود. اگرچه بر پایه قرار داد، نخست‌وزیر، اعضای کابینه را انتخاب می‌کند و فرماندار نیز به انتخاب وی احترام می‌گذارد. اعضای کابینه به صورت سنتی، از اعضای حزب نخست‌وزیر، توسط اعضای کابینه و خود نخست‌وزیر انتخاب می‌شوند و این اعضا در مجلس محرمانه پادشاه برای خدمت به کانادا قسم می‌خورند و بدین ترتیب مسئولین و وزرای این کشور پادشاهی انتخاب می‌شوند. نخست‌وزیر در این کشور بیشترین قدرت سیاسی را خصوصاً در انتصاب دیگر مقامات رسمی در دولت و خدمات شهری، دارد.
از سال ۲۰۲۵ مارک کارنی به عنوان نخست‌وزیر کانادا در حال فعالیت می‌باشد.

## نگارخانه

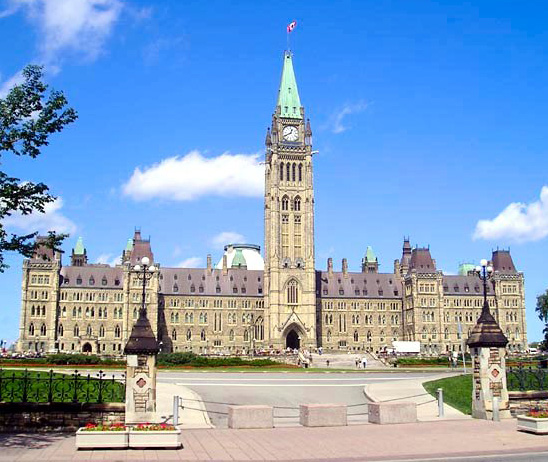
ساختمان مجلس کانادا در اتاوا
الیزابت دوم ملکه کانادا، در حالی که نشان رسمی سلطنتی کانادایی خود را به عنوان فرمانروای کانادا و نشان شایستگی نظامی بر تن دارد.
امضای دولت کانادا
نشان کلمه دولت کانادا